# Youssouf Ndayishimiye
Youssouf Nyange Ndayishimiye (* 27. Oktober 1998 in Bujumbura oder Buyenzu) ist ein burundischer Fußballspieler auf der Position eines Mittelfeldspielers. Seit Januar 2023 steht er beim französischen Erstligisten OGC Nizza unter Vertrag.

## Vereinskarriere

### Karrierebeginn in der Heimat
Youssouf Ndayishimiye spielte in seiner Heimat für den Erstligisten Aigle Noir FC de Makamba, der sich nach der Saison 2014/15 die Lizenzen des Rusizi FC gesichert hatte und seit 2015/16 in der höchsten Spielklasse des Landes antritt. Während seiner dortigen Zeit kam er im Jahr 2017 auch zu seinem Debüt in der burundischen Fußballnationalmannschaft. Nachdem er mit der Mannschaft in der Saison 2016/17 den vierten Platz im Endklassement belegt hatte, schaffte er es mit dem Team in der nachfolgenden Spielzeit 2017/18 immerhin auf den dritten Platz und schied im Pokal erst im Viertelfinale knapp mit 0:1 gegen Olympic Star de Muyinga aus. Seine bislang erfolgreichste Saison absolvierte Ndayishimiye 2018/19, als er mit Aigle Noir überlegen burundischer Meister und Pokalsieger wurde. Weiters gewann er mit seiner Mannschaft auch die Super Coupe 2019, den burundischen Superpokal.

### Wechsel in die Türkei
Nachdem er bereits zu dieser Zeit von verschiedenen europäischen Klubs umworben worden war, kam es erst in der Winterpause 2019/20 zu einem Wechsel nach Europa, als er für eine Ablösesumme von rund 45.000 Euro zum türkischen Erstligisten Yeni Malatyaspor wechselte und dabei einen Vierjahresvertrag unterzeichnete. Nach einigen Spielen, in denen er ohne Einsatz auf der Ersatzbank gesessen war bzw. gar nicht erst zum erweiterten Kader gehörte, kam er am 1. März 2020 bei einer 0:2-Auswärtsniederlage gegen Denizlispor zu seinem Pflichtspieldebüt, als er in der 77. Spielminute für den Ivorer Moryké Fofana ins Spiel kam und nur sechs Minuten später mit einer gelben Karte verwarnt wurde. Dies war zugleich das letzte Spiel unter Trainer Kemal Özdeş, der seit seiner Verpflichtung als Trainer wenige Wochen zuvor jedes Spiel verloren hatte. Bis der Spielbetrieb aufgrund der COVID-19-Pandemie Mitte März 2020 vorzeitig unterbrochen wurde, kam der Burundier nicht mehr zum Einsatz. Erst mit der Aufnahme des Spielbetriebes Mitte Juni 2020 wurde Ndayishimiye vom neuen Trainer, Hikmet Karaman, regelmäßig als Ersatzspieler eingesetzt.
Unter Özdeş noch als Linksaußen im Einsatz, wechselte er unter Karaman vermehrt auf die Position des Rechtsaußen, kam aber auch in anderen Mittelfeldpositionen und selbst kurzzeitig in der Verteidigung zum Einsatz. Nachdem er bei einem dritten Einsatz, einem 2:1-Heimerfolg über Göztepe am 20. Juni, eine Torvorlage beigesteuert hatte, übertraf er diese Leistung in der darauffolgenden Woche, als er bei einer knappen 2:3-Auswärtsniederlage gegen Fenerbahçe in der 60. Minute aufs Spielfeld kam, in der 81. Minute das Tor zum 1:1-Ausgleich erzielte und in der 89. Minute die Torvorlage für Mitchell Donald zur 2:1-Führung seiner Mannschaft beisteuerte. Im Endklassement der Süper Lig 2019/20 rangierte er mit Yeni Malatyaspor in der teils recht dicht gestaffelten Tabelle auf dem 16. von 18 Plätzen, wobei der 17., MKE Ankaragücü, und der 18., Kayserispor, ebenfalls nur 32 Punkte – so viel wie Malatyaspor – erreicht hatten. Eigentlich auf einem Abstiegsplatz rangierend mussten die drei Vereine aufgrund einer Entscheidung der TFF vom 29. Juli 2020 nicht in die TFF 1. Lig absteigen, womit es in dieser Saison keinen Absteiger aus der türkischen Erstklassigkeit gab.
Unter Hamza Hamzaoğlu, der das Traineramt in der Sommerpause vor der Saison 2020/21 übernommen hatte, kam Ndayishimiye gleich von Beginn an als Stammspieler zum Einsatz. In den ersten beiden Partien noch als Innenverteidiger im Einsatz, rückte er ab der dritten Spielrunde ins defensive Mittelfeld vor. Aufgrund eines Ödems im Knie kam er in weiterer Folge im Oktober 2020 für knapp drei Wochen nicht zum Einsatz, konnte sich nach seiner Genesung jedoch rasch wieder seinen Stammplatz sichern. Nachdem ihm am Beginn der Saison abermals gegen Göztepe ein Assist gelungen war, war es erneut der Klub Fenerbahçe, gegen den Ndayishimiye sein erstes Saisontor erzielte. Aufgrund seiner konstanten Leistungen wurde der Burundier schon bald von diversen Ligakonkurrenten umworben; darunter auch vom erfolgreichsten türkischen Fußballverein, Galatasaray Istanbul. Malatyaspor wollte für den Spieler, dessen Marktwert in den letzten Monaten stark gestiegen war, drei Millionen Euro, die Galatasaray allerdings nicht bereit war zu bezahlen. Nachdem mehrere Gespräche mit dem Spieler und dem Klub stattgefunden hatten, entschied man sich für einen Wechsel Ndayishimiyes nach Istanbul, allerdings nicht zu Galatasaray, sondern zum amtierenden Meister Istanbul Başakşehir. Bei einer kolportierten Ablösesumme von umgerechnet rund 2,15 Millionen Euro unterschrieb der burundische Nationalspieler einen Vertrag über viereinhalb Jahre bis zum Sommer 2025.
Bis zu seinem Wechsel hatte er es in der Saison 2020/21 auf 19 Ligaeinsätze und zwei -tore, sowie zwei Einsätze im türkischen Pokal 2020/21, in dem er mit dem Team im Achtelfinale gegen Galatasaray im Elfmeterschießen mit 7:8 ausschied, gebracht. Nur vier Tage nach seinem letzten Ligaeinsatz für Malatyaspor gab er am 2. Februar 2021 bei einer 0:3-Auswärtsniederlage gegen Galatasaray sein Pflichtspieldebüt für Başakşehir, als er von Aykut Kocaman in der 88. Spielminute für Okechukwu Godson Azubuike eingewechselt wurde. In den kommenden zwei Jahren kam er in 58 Meisterschaftsspielen und vier Pokalspielen zum Einsatz. Zudem wurde er in zwölf internationalen Partien eingesetzt.

### Erste Station in Frankreich
Im Januar 2023 verließ der Spieler die Türkei und schloss sich dem OGC Nizza an.

## Nationalmannschaftskarriere
Noch während seiner Zeit beim Aigle Noir FC de Makamba kam Ndayishimiye zu seinem Debüt in der burundischen Fußballnationalmannschaft. Dabei setzte ihn Olivier Niyungeko beim 7:0-Sieg im freundschaftlichen Länderspiel gegen Dschibuti am 11. März 2017 von Beginn an ein. Dabei leistete er die Vorarbeit zu Sudi Ntirwazas Treffer zum 1:0 in der 29. Spielminute. Zu Beginn der zweiten Halbzeit, beim Stand von 3:0 für Burundi, kam Saleh Ramadhani für ihn auf den Rasen. Im rund zwei Wochen später stattfindenden Länderspiel gegen Tansania, das ebenfalls noch der Vorbereitung auf die Qualifikation zur Afrikanischen Nationenmeisterschaft 2018 diente, setzte ihn Niyungeko bei der 1:2-Niederlage im Benjamin-Mkapa-Nationalstadion von Beginn an und über die volle Spieldauer ein. Rund vier Monate später kam er bei einem 0:0-Unentschieden gegen den Sudan im Zuge der Qualifikation zur Afrikanischen Nationenmeisterschaft 2018 zum Einsatz. Im sechs Tage später stattfindenden Rückspiel, einer 0:1-Niederlage, die gleichzeitig auch das Aus für Burundi in der Qualifikation bedeutete, kam Ndayishimiye nicht mehr zum Einsatz. Ende des Jahres nahm er mit seinem Heimatland am CECAFA-Cup 2017 in Kenia teil. Als Zweiter der Gruppe B hinter Uganda schaffte er mit Burundi den Einzug in nachfolgende Halbfinale, unterlag in diesem jedoch dem späteren Turniersieger und Gastgeber Kenia mit 0:1 in der Verlängerung. Im anschließenden Spiel um Platz 3 unterlag Burundi wiederum Uganda mit 1:2. Ndayishimiye kam lediglich im letzten Gruppenspiel gegen den Südsudan und im Spiel um Platz 3 gegen Uganda zu Kurzeinsätzen.
Danach dauerte es rund eineinhalb Jahre, ehe Ndayishimiye wieder für die burundische Nationalmannschaft zum Einsatz kam. Anlässlich der Qualifikation zur Afrikanischen Nationenmeisterschaft 2020, die in weiterer Folge aufgrund der COVID-19-Pandemie verschoben und zur Afrikanischen Nationenmeisterschaft 2021 wurde, kam Ndayishimiye, der mittlerweile mit seinem Verein burundischer Meister und Pokalsieger geworden war, in der Zentral-Osten-Zone der Qualifikation zum Einsatz. Dabei absolvierte er sowohl das Hin-, als auch das Rückspiel gegen den Südsudan in der ersten Runde und kam in der zweiten Runde im Rückspiel gegen Uganda zum Einsatz. Burundi unterlag dabei mit einem Gesamtergebnis von 0:6, wodurch man die Teilnahme an der Endrunde verpasste. Daraufhin musste Ndayishimiye wieder ein Jahr auch seinen nächsten Länderspieleinsatz warten. Mittlerweile bereits erfolgreich als Vereinsspieler in der Türkei aktiv, kam der Mittelfeldakteur nach einem Freundschaftsspiel gegen Tansania im Oktober 2020 im nachfolgenden November 2020 in zwei Qualifikationsspielen zum Afrika-Cup 2021, der in weiterer Folge auf das Jahr 2022 verschoben wurde, teil. Bereits im Hinspiel am 11. November war er gegen Mauretanien über die volle Spieldauer im Einsatz und war dies auch beim vier Tage später stattfindenden Rückspiel, als er beim 3:1-Sieg seines Heimatlandes nach Vorlage von Gaël Bigirimana auch den ersten Treffer für ebendieses erzielen konnte. Bis dato (Stand: 14. Februar 2021) war Ndayishimiye in mindestens zwölf Länderspielen im Einsatz, wobei er auf ein Tor kam.

## Erfolge
mit dem Aigle Noir FC de Makamba
- 1 × Burundischer Meister: 2018/19
- 1 × Burundischer Pokalsieger: 2018/19
- 1 × Burundischer Superpokalsieger: 2019